# Catalogo Shapley-Ames
Il Catalogo Shapley-Ames (titolo originale: Shapley-Ames Catalog of Bright Galaxies) è un catalogo di galassie pubblicato nel 1932 che include osservazioni relative a 1249 oggetti più luminosi della magnitudine 13,2.
Il catalogo è stato compilato da Harlow Shapley e Adelaide Ames che identificarono 1189 oggetti basati sul New General Catalogue e 48 basati sull'Index Catalogue.
Con l'aiuto di nuove registrazioni fotografiche, che contenevano anche stelle riferimento di luminosità nota, fu misurata la luminosità di molte galassie e registrate quelle fino alla magnitudine 13,2. Era la prima compilazione di galassie luminose del cielo settentrionale meridionale. Il catalogo contiene posizione, luminosità, dimensione e classificazione di Hubble delle galassie. Nei successivi 60 anni, gli astronomi si riferirono a questo catalogo come alla fonte primaria di informazione riguardo al redshift e alla tipologia delle galassie.

## Storia
Shapley e Ames iniziarono il loro studio sulle galassie vicine nel 1926. Un importante risultato di questo studio fu che le galassie non erano uniformemente distribuite (cioè violavano l'assunzione dell'isotropia), in quanto l'emisfero settentrionale conteneva più galassie di quello meridionale. Trovarono inoltre che l'ammasso della Vergine si estendeva oltre quanto precedentemente ritenuto.
In base a questi dati, Shapley e Ames crearono una nuova gerarchia di ammassi chiamata superammasso, cioè un ammasso di ammassi galattici, e chiamarono quello della Vergine nell'emisfero settentrionale il "Superammasso Locale".

## Revised Shapley-Ames Catalog
Nel 1981, Allan Sandage e Gustav Andreas Tammann pubblicarono il  Revised Shapley-Ames Catalog (RSA). In questa nuova edizione rivista, fu mantenuta la lista originale di galassie, ad eccezione di tre oggetti che non furono più considerati galassie. Le informazioni sulle 1246 galassie furono aggiornate e significativamente ampliate.